# 博尔施韦尔
博尔施韦尔是德国巴登-符腾堡州的一个市镇。总面积16.42平方公里，总人口2283人，其中男性1118人，女性1165人（2011年12月31日），人口密度139人/平方公里。